# 国家档案馆 (巴西)

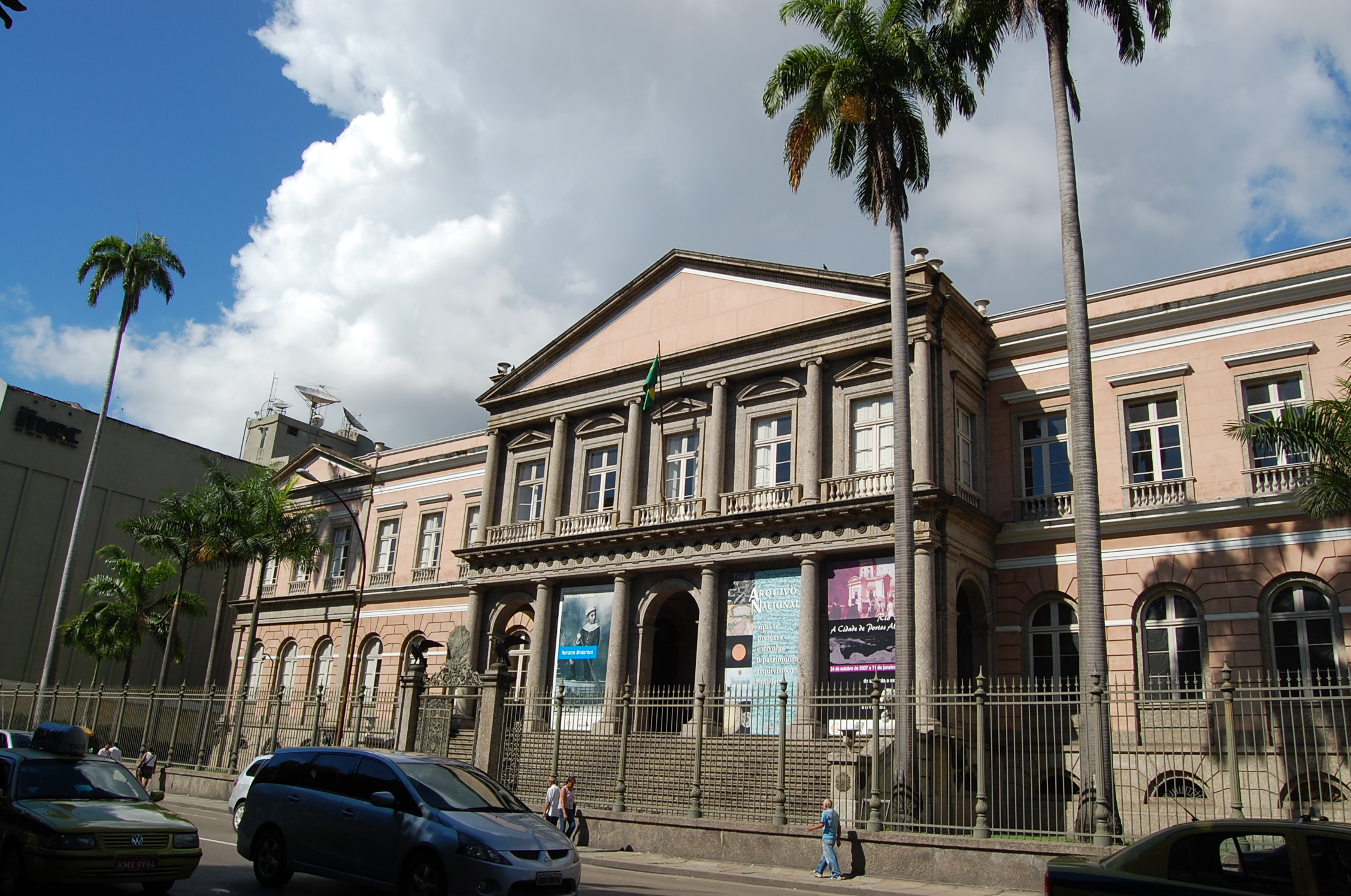

巴西国家档案馆是巴西档案管理系统（SIGA）的核心要素。 它创建于1838年1月2日，总部设在里约热内卢。 根据1991年1月8日的档案法（第8.159号法），它有责任组织，储存，保存，提供和泄露联邦政府的文献遗产，为国家和公民服务。
国家档案馆收藏了55公里的文字文件; 2,240,000张照片和底片; 27,000幅插图，漫画; 75,000张地图和计划; 7000个磁盘和2000个磁性录音带; 90,000卷胶卷和12,000卷录像带。 它还拥有一个专门从事历史，档案，信息科学，行政法和公共管理的图书馆，拥有约43,000本书籍和书籍，900份报纸和6,300件珍贵作品。